# キリストとサマリアの女 (グエルチーノ)
『キリストとサマリアの女』（キリストとサマリアのおんな、西: Jesús y la samaritana en el pozo、英: Christ and the Woman of Samaria at the Well）は、イタリア・バロック期の巨匠グエルチーノが1640-1641年ごろ、キャンバス上に油彩で制作した絵画である。4つの福音書中、「ヨハネによる福音書」のみに叙述されるイエス・キリストとサマリアの女を主題としている。作品は現在、マドリードのティッセン＝ボルネミッサ美術館に所蔵されている。

## 作品
キリストとサマリアの女の出会いは、「ヨハネによる福音書」(第4章7-15) に記述されている。イエス・キリストはガリラヤへ赴く途中でサマリアの町シェケムに着いた。弟子たちが町に食べ物を買いに行っている間、キリストは休息するために井戸のそばに腰を下ろした。

ひとりのサマリヤの女が水をくみにきたので、イエスはこの女に、「水を飲ませて下さい」と言われた。・・・すると、サマリヤの女はイエスに言った、「あなたはユダヤ人でありながら、どうしてサマリヤの女のわたしに、飲ませてくれとおっしゃるのですか」。これは、ユダヤ人はサマリヤ人と交際していなかったからである。イエスは答えて言われた、「もしあなたが神の賜物のことを知り、また、『水を飲ませてくれ』と言った者が、だれであるか知っていたならば、あなたの方から願い出て、その人から生ける水をもらったことであろう」。・・・女はイエスに言った、「主よ、あなたは、くむ物をお持ちにならず、その上、井戸は深いのです。その生ける水を、どこから手に入れるのですか。・・・」。イエスは女に答えて言われた、「この水を飲む者はだれでも、またかわくであろう。しかし、わたしが与える水を飲む者は、いつまでも、かわくことがないばかりか、わたしが与える水は、その人のうちで泉となり、永遠の命に至る水が、わきあがるであろう」。女はイエスに言った、「主よ、わたしがかわくことがなく、また、ここにくみにこなくてもよいように、その水をわたしに下さい」。

彼女は5人の夫との結婚歴があり、1人の男と同居していたが、そのことをキリストは知っていた。弟子たちがキリストのもとに戻ってきた時、見知らぬ女と話す習慣はなかったので非常に驚いた。井戸のそばで起き、洗礼の水が語られるこのエピソードは、非ユダヤ人がキリストの言葉により改宗することを象徴するものと見なされてきた。

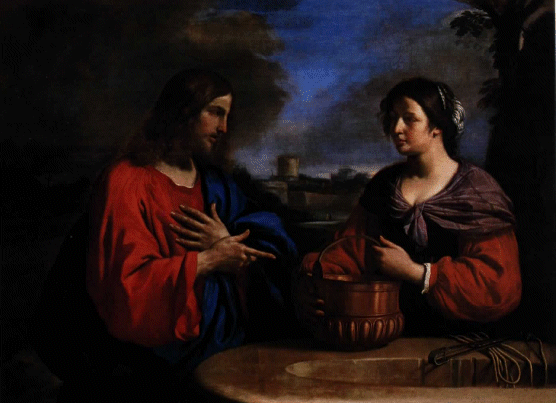
グエルチーノ『キリストとサマリアの女』 (1647年)、サン・ジェミニアーノ・エ・サン・プロスぺロ銀行、ヴェローナ

本作は、井戸の縁の背後にキリストとサマリアの女を4分3の身体像で表し、背景には地平線を低くとった風景が広がっている。グエルチーノはヴェネツィア派絵画を研究したことが知られているが、その影響は本作における大胆な色彩の使用 (とりわけキリスト像に見られる) と濃く暗い雲のある風景の描写に明らかである。
グエルチーノの「勘定帳」には「キリストとサマリアの女」の主題が3回登場するが、本作はエントリー番号216に該当する。ルッカのジュゼッペ・バローニ (Giuseppe Baroni) のために描かれた作品で、バローニはグエルチーノに100ドゥカート支払っている。ちなみに、ヴェローナのサン・ジェミニアーノ・エ・サン・プロスぺロ (S. Geminiano e S. Prospero) 銀行には、本作の約7年後にグエルチーノが制作した『キリストとサマリアの女』が所蔵されているが、本作と大差はない。異なる点は本作より視点がやや高く設定されていること、およびキリストの手ぶりとサマリアの女の姿勢である。本作の女はより不審そうな姿勢であり、画面に緊張感と劇的な印象を与えている。